# Carmen (pel·lícula de 1915 de DeMille)
Carmen és una pel·lícula dirigida per Cecil B. Demille, estrenada el 1915.

## Argument
La cigarrera Carmen es baralla amb una de les seves col·legues. És confiada a la vigilància del soldat Don José.

## Repartiment
- Geraldine Farrar: Carmen
- Wallace Reid: Don José
- Pedro de Cordoba: Escamillo
- Horace B. Carpenter: Pastia
- William Elmer: El Capità Morales
- Raymond Hatton

## Anècdota
- El mateix any surt un projecte rival, que porta el mateix títol.